# Kostřava žlábkatá
Kostřava žlábkatá (Festuca rupicola) je 20–50 cm vysoká travina z čeledi lipnicovité (Poaceae). Kvete od května do června.

## Popis
Kostřava žlábkatá je vytrvalá rostlina rostoucí v hustých trsech. Kolénka na stonku jsou poměrně hladká či jemně zdrsnělá. Postranní větve chybí, tato kostřava se nevětví. Listy dlouhé 20–40 cm, 0,5 mm široké. Květenstvím je otevřená lata vejčitého tvaru, dlouhá 3–7 cm, plodem je obilka.

## Rozšíření
Tato kostřava se vyskytuje v střední, jihozápadní, jihovýchodní a východní Evropě, v mírném pásu Asie (přilehlá část Sibiři, na středním východě, v Arábii a západní Asii.
V České republice se vyskytuje roztroušeně od nížin až do podhůří, a to zejména na suchých trávnících, ale v nížinách i na zaplavovaných loukách.